# طیف‌شناسی تشدید مغناطیسی هسته‌ای

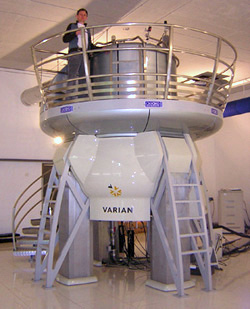
یک طیف سنج تشدید مغناطیسی هسته‌ای ۵۰۰۰ مگاهرتز با میدان مغناطیسی ۲۱٫۱ تسلا در بیرمنگام بریتانیا

طیف‌شناسی تشدید مغناطیسی هسته‌ای (به انگلیسی: Nuclear magnetic resonance spectroscopy) یک روش اسپکتروسکوپی در علم شیمی است که بر اساس پدیده تشدید مغناطیسی هسته‌ای صورت می‌گیرد.
از آنجایی که استفاده اصلی آنالیز NMR در شناسایی و مطالعه ترکیبات آلی است، امروزه آنالیز NMR در شناسایی داروها، پلیمرها و مواد بیوشیمیایی بسیار مورد توجه قرار گرفته است. 

## کارکرد
طیف سنجی رزونانس مغناطیسی هسته (NMR) اطلاعات بسیار ارزشمندی را در خصوص ساختار یک ترکیب بدست می‌دهد زیرا به طور مستقیم، هسته اتم کربن ۱۳ را در «C−13NMR» مورد بررسی قرار می‌دهد یا این‌که در رزونانس مغناطیسی هسته پروتون، هسته اتم هیدروژن پیوندی مورد بررسی قرار می‌گیرد. روش طیف سنجی رزونانس مغناطیس هسته به خاصیتی موسوم به «اسپین هسته» (Nuclear Spin) وابسته است.
بسیاری از هسته‌های اتم‌ها حول خود میچرخند در حقیقت، هسته اتم‌هایی که عدد جرمی فرد یا عدداتمی فرد یا هر دو را دارند ، دارای گشتاور زاویه ای اسپین کوانتایی و گشتاور مغناطیسی هستند. معمول‌ترین هسته‌هایی که اسپین دارند  {\displaystyle {\ce {^1_1H}}} , {\displaystyle {\ce {^17_8O}}}, {\displaystyle {\ce {^14_7N}}}, {\displaystyle {\ce {^13_6C}}} , {\displaystyle {\ce {^{19}_{9}F}}} , {\displaystyle {\ce {^2_1H}}} می‌باشند. هسته‌های ایزوتوپ‌های معمولی و فراوان‌ترین ایزوتوپ‌های کربن و اکسیژن یعنی {\displaystyle {\ce {^12_6C}}}و {\displaystyle {\ce {^16_8O}}} در میان هسته‌های فوق نیست. هسته اتم هیدروژن معمولی (پروتون) دارای اسپین است. برای هسته‌هایی که اسپین دارند، تعداد حالات اسپین مجاز کوانتایی بوده و به وسیله عدد کوانتومی اسپین هسته I نعیین میگردد که این عدد یک ثابت فیزیک برای یک هسته می‌باشد . برای یک هسته با عدد کوانتمی اسپین I تعداد حالات اسپین مجاز 1+2I بوده که از I- تا I+ را در بر میگیرد. 
در غیاب یک میدان مغناطیسی تمام حالات اسپین یک هسته ترازهای انرژی برابری را داشته (دژنره هستند)، و در مجموعه‌ای از اتم‌ها تمام حالات اسپین باید تقریبا به یک اندازه اشغال شده باشند که تعداد یکسانی از اتم‌ها هر یک از اسپین‌های مجاز را داشته باشند.

## گشتاور مغناطیسی هسته
در یک میدان مغناطیسی ، حالات اسپین انرژی یکسانی را نخواهند داشت، زیرا یک هسته ذره ای باردار بوده و هر ذره باردار متحرک خود تولید میدان مغناطیسی می‌کند . بنابراین یک هسته دارای گشتاور مغناطیسی ({\displaystyle \mu }) بوده که به وسیله بار و اسپین آن تولید می‌شود . یک هسته هیدروژن می‌تواند اسپینی (چرخشی) موافق جهت عقربه‌های ساعت ( {\displaystyle +{\frac {1}{2}}}) یا مخالف جهت عقربه‌های ساعت ({\displaystyle -{\frac {1}{2}}}) داشته باشد و در این دو حالت گشتاورهای مغناطیسی هسته در دو جهت مخالف میباشند. در یک میدان مغناطیسی تمام پروتون‌ها گشتاور مغناطیسی خود را یا در جهت میدان و یا در جهت خلاف آن قرار می‌دهند.
بنابراین هنگامیکه یک میدان مغناطیسی خارجی به کار برده شود حالات اسپین دژنره به دو حالت، با ترازهای انرژی نابرابر شکافته می‌شوند.

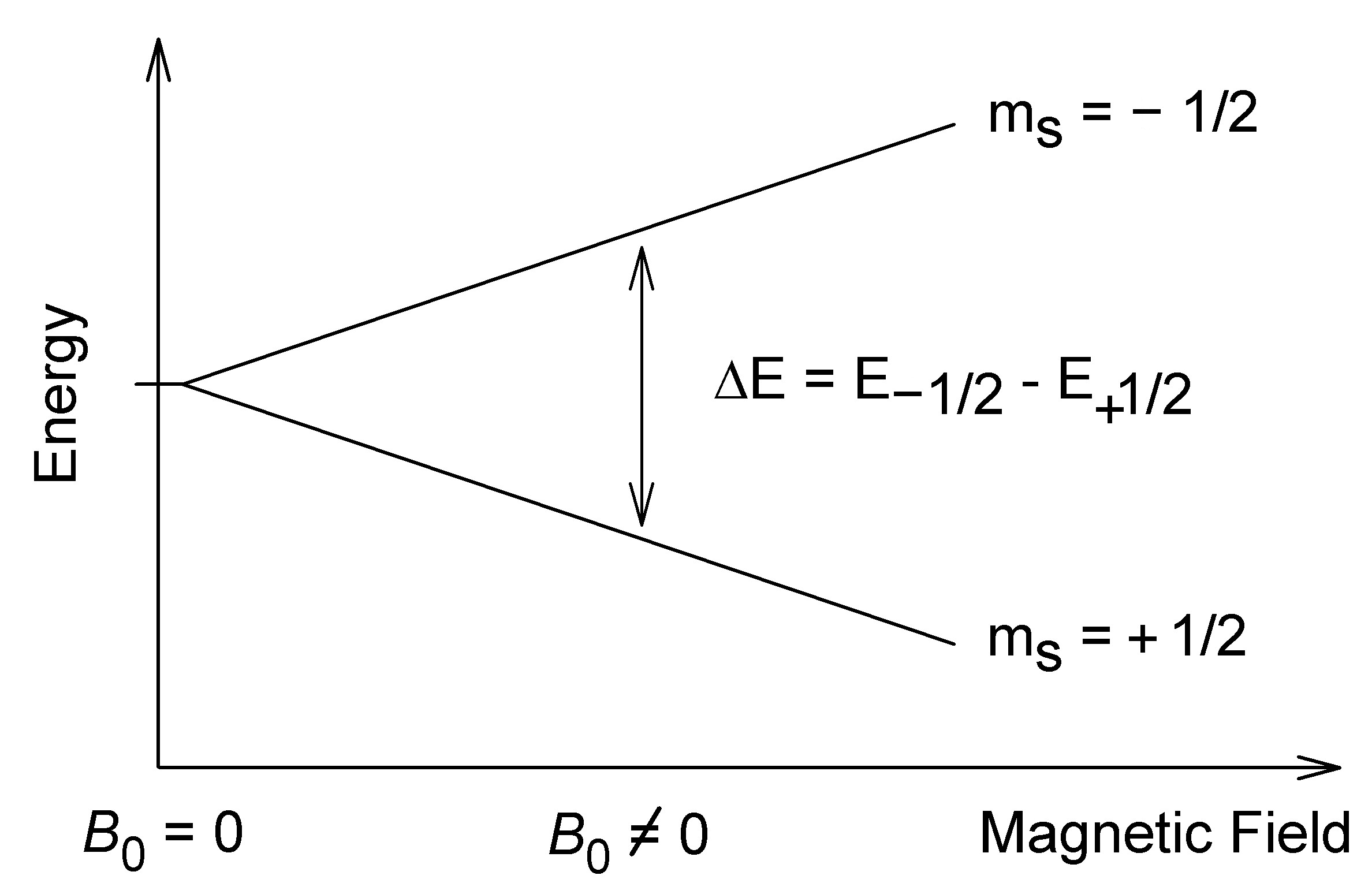
حالات اسپین یک پروتون، در غیاب و در حضور میدان مغناطیسی اعمال شده

## جذب انرژی
پدیده رزونانس مغناطیسی هسته ای هنگامی رخ می‌دهد که هسته‌های هم جهت میدان اعمال شده انرژی جذب کرده و جهت اسپین خود را نسبت به آن میدان تغییر دهند .جذب انرژی یک فرآیند کوانتایی بوده و انرژی جذب شده برابر اختلاف انرژی بین دو حالت موجود می‌باشد در عمل این اختلاف انرژی تابع قدرت میدان مغناطیسی اعمال شده (H) می‌باشد که هر قدر میدان مغناطیسی اعمال شده شدت یابد، اختلاف انرژی بین دو - افزایش پیدا می‌کند:
{\displaystyle \Delta E=f(H_{0})}
{\displaystyle \Delta E=hv}

مقدار فرکانس انرژی جذب شده:
{\displaystyle \nu =\left({\frac {\gamma }{2\pi }}\right)H_{0}}
{\displaystyle \gamma } نسبت گردش مغناطیسی گویند.

## طیف سنج
اگر برای پروتون میدان مغناطیسی اعمال شده دارای قدرت تقریبی ۱۴۱۰۰ گاوس باشد ، اختلاف انرژی بین دو حالت اسپین حدود kcal/mole ۱۰^-6 × ۵/۷۲ خواهد بود . تابشی با فرکانس حدود MHz  ۶۰  ، که در ناحیه فرکانس رادیو طیف الکترومغناطیس قرار دارد، چنین اختلاف انرژی ای را در بر می‌گیرد . اختلاف انرژی بين حالات اسپین در هسته‌های دیگر بیشتر یا کمتر از آنچه در هیدروژن مشاهده می‌شود ، است. بسیاری از طیف سنجهای رزونانس مغناطیسی هسته ای از یک میدان مغناطیسی متغیر با قدرتی حدود ۱۴۱۰۰ گوس و تابش فرکانس رادیو ثابت MHz ۶۰ استفاده می‌کنند. این طیف سنج‌ها فقط انتقالات میان حالات اسپین پروتون یک مولکول را انجام داده ولی قادر به انجام چنین عملی برای هسته‌های دیگر نیستند. عموما " دستگاه‌های جداگانه‌ای برای مشاهده رزونانس هسته ای هسته‌های دیگر به کار برده می‌شود ، دستگاههای مدرنی وجود دارند که میتوان رزونانس هسته ای چندین هسته را با آنها مشاهده نمود.

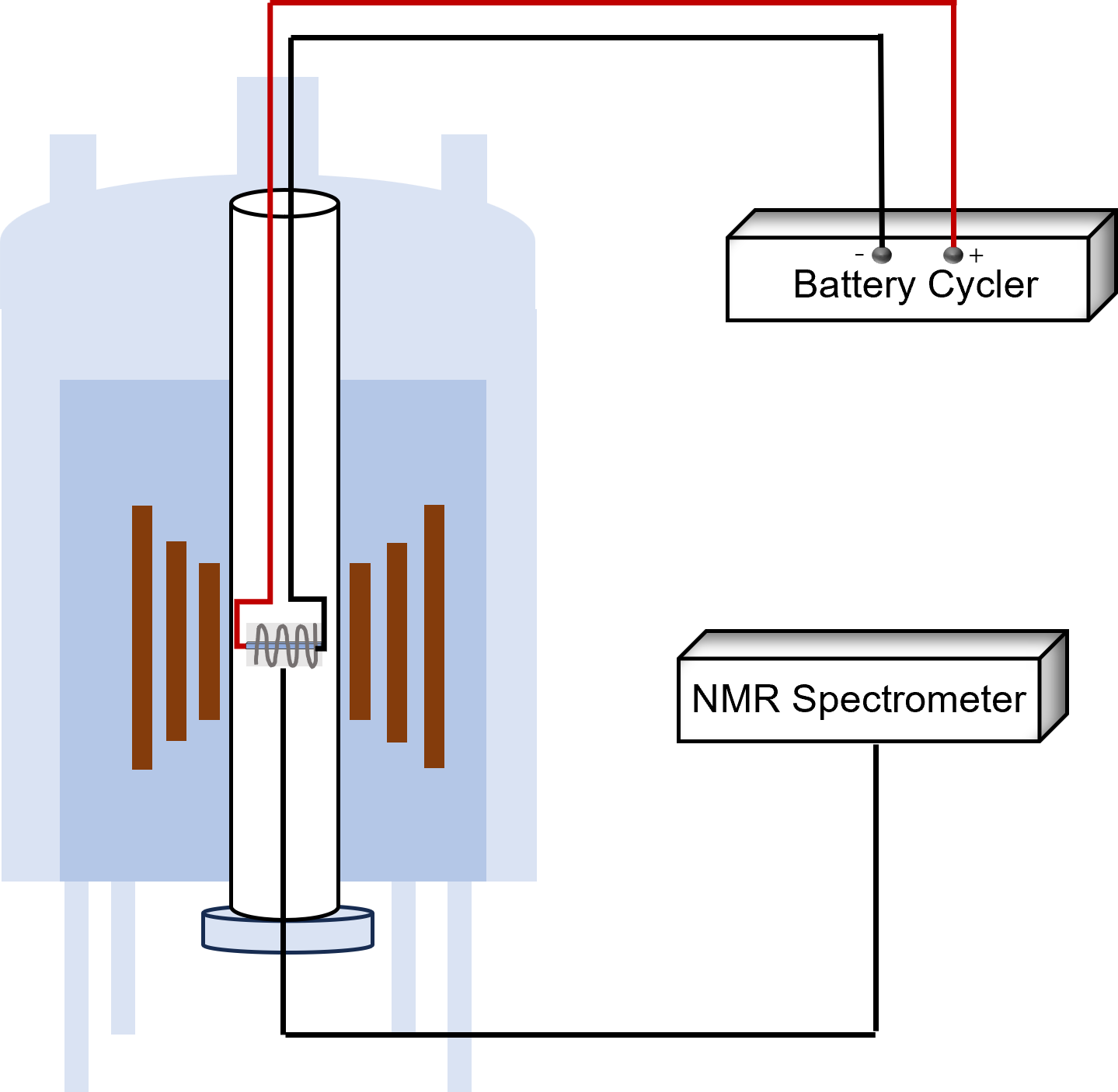
ارکان اصلی طیف سنج رزونانس مغناطیس هسته

## روش استفاده
نمونه را در حلالی که فاقد پروتون باشد (معمولا" {\displaystyle {\ce {CCl4}}} ) حل کرده و مقدار کمی TMS به عنوان شاهد داخلی به آن اضافه می‌شود. سلول نمونه یک لوله شیشه ای استوانه ای شکلی است که در فضای مابین دو قطب مغناطیس قرار میگیرد. جهت اطمینان از این که تمام قسمتهای محلول میدان مغناطیسی نسبتا یکنواختی را احساس می‌کنند نمونه حول محور خود می‌چرخد.
در فضای میانی مغناطیس یک سیم پیچ قرار دارد که به مولد فرکانس رادیو (RF) MHz ۶۰ متصل است. این سیم پیچ انرژی مورد لزوم برای تغییر جهت اسپین پروتونها را فراهم می‌سازد. سیم پیچ آشکار کننده عمود بر سیم پیچ RF است. اگر جذب انرژی صورت نگیرد سیم پیچ آشکار کننده هیچگونه انرژی خروجی از سیم پیچ RF را دریافت نمی کند. هنگامی که نمونه انرژی جذب نماید، جهت گیری مجدد اسپین‌ها تولید یک سیگنال فرکانس رادیو در صفحه سیم پیچ آشکار کننده کرده و دستگاه آن را به صورت یک سیگنال رزونانس یا قله نمایش می‌دهد.
برای به رزونانس درآوردن پروتون‌های گوناگون یک مولکول، طیف سنج nmr به جای تغییر فرکانس RF ، سیگنال آن را ثابت نگاهداشته و قدرت میدان مغناطیسی را تغییر می‌دهد. مغناطیس دستگاه در واقع یک وسیله دو قسمتی است؛ یک مغناطیس اصلی با قدرت ۱۴۱۰۰ گوس که به وسیله قطبین الکترومغناطیسی پوشانده شده است و با تغییر جریان از طریق قطبین می‌توان قدرت میدان اصلی را به میزان چند ppm افزایش داد. با تغییر میدان بدین طریق می‌توان پروتونهای گوناگون نمونه را به رزونانس درآورد .

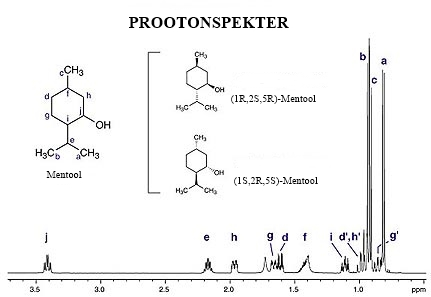
طیف 1H NMR منتول با تغییر شیمیایی ppm در محور افقی. هر پروتون مغناطیسی نامتعادل یک جابجایی مشخصه دارد و جفت شدن به پروتون‌های دیگر به صورت تقسیم قله ها به چندگانه ظاهر می‌شود: به عنوان مثال. قله a، به دلیل وجود سه پروتون مغناطیسی معادل در گروه متیل a، به یک پروتون مجاور (e) جفت می‌شود و بنابراین به صورت یک دوتایی ظاهر می‌شود.

## محافظت الکترون
چون پروتونهایی که شدیدا محافظت شده اند با سرعت کمتری نسبت به پروتونهای محافظت نشده می‌چرخند، بنابراین ضروری است که میدان را افزایش داده تا آنها را در MHz ۶۰ به چرخش محوری وا داشت. پس پروتون‌های با مانع زیاد (شدیدا " محافظت شده از طرف (الکترون‌ها در طرف راست کاغذ و پروتونهای با مانع کم در طرف چپ کاغذ ظاهر می‌شوند. ناحیه چپ کا غذگاهی میدان ضعیف و ناحیه راست آن را میدان قوی می‌نامند. تغییر میدان مغناطیسی در طيف سنج به مثابه تغییر فرکانس RF بوده و افزایش قدرت میدان مغناطیسی به میزان ppm ۱ کاهشی به میزان 1ppm را در فرکانس RF در برخواهد داشت. بنابراین فقط مسئله طرح دستگاه است که قدرت میدان به جای فرکانس RF تغییر کند.

## اجزا

### مگنت یا آهن ربا
مگنت قلب یک دستگاه NMR است زیرا هم حساسیت و هم قدرت تفکیک طیف سنج به شدت به قدرت و کیفیت مگنت (آهن ربا) آنها مرتبط است. هم حساسیت و هم قدرت تفکیک با افزایش قدرت میدان افزایش می‌یابند. بنابراین کار کردن با بالاترین قدرت میدان یک مزیت است ضمن این که همگنی و تکرارپذیری میدان نیز بسیار با اهمیت است.
خصوصیات و ویژگی‌های مگنت در تفکیک بالا، دقت، حساسیت و تکرار پذیری آنالیزها بسیار تاثیرگذار است. میدان مغناطیسی القایی ایجاد شده بايد محیطی برای نمونه فراهم کند که تا يك قسمت در 108 همگن باشد و  بايد تا درجه مشابهی در زمان‌های كوتاه پايدار بماند.  بنابراین گران ترین قسمت دستگاه مگنت آن است.
  هم آهن رباهای دائمی و هم آهنرباهای الكترومغناطيسی با ابعاد بزرگ در طيف سنج‌های بکار می‌روند. بزرگ ترین قسمت دستگاه مربوط به تانکی ست که نقش یک خنک کننده بزرگ برای سیم پیچ ابررسانا را که میدان مغناطیسی ایجاد می‌کند، دارد. این خنک کننده با دو مایع بسیار سرد، یعنی هلیوم مایع و نیتروژن مایع پر شده است تا دمای 269- درجه سانتی گراد را سیم پیچ فراهم کند. خاصيت مغناطيسی به صورت ميدان القاي مغناطيسی يا چگالی شار مغناطيسی با نماد B و با واحد تسلا (T) در دستگاه واحدهای  SI معرفی شده‌اند.
طیف سنج‌های NMR معمولا با رابطه با فرکانس پروتون حاصل از دستگاه نامگذاری می‌شوند مثلا ،60MHz, 100MHz یا 400MHz با عبور یک جریان مستقیم از یک جفت سیم پیچ که به طور موازی با میدان مغناطیسی قرار دارند امکان تغییر میدان موثر را بدون از دست رفتگی همگنی میدان فراهم می‌شود. بنابراین پیمایش میدان مغناطیسی در روش NMR امکان پذیر می‌گردد.

### منبع رادیویی
منبع در NMR یک مولد فرکانس رادیویی است که انرژی مورد نیاز برای تغییر جهت اسپین پروتون ها یا هسته‌های غیر پروتونی دیگر را فراهم می‌کند. علامت حاصل از منبع به داخل یک جفت سیم پیچ که عمود بر مسیر میدان قرار گرفته اعمال می‌شود که سبب می‌شود پرتو تابش قطبیده مسطح شود. منبع باید فرکانس ثابتی نشر کند و برای آنالیزهای با تفکیک بالا باید تا حدودیک قسمت در  108 ثابت باشد.

### نمونه
برای آنالیزهای HNMR نمونه باید در حلالی فاقد پروتون حل شود. معمولا از{\displaystyle {\ce {CCl4}}} (تتراکلرید کربن) استفاده می‌شود. برای استفاده از حلال‌های دیگر،حلال به کار برده شده یا بخشی از آن باید دوتریوم دار باشد، یعنی به جای هیدروژن مولکول حلال، اتم‌های دوتریوم قرار گرفته باشد.

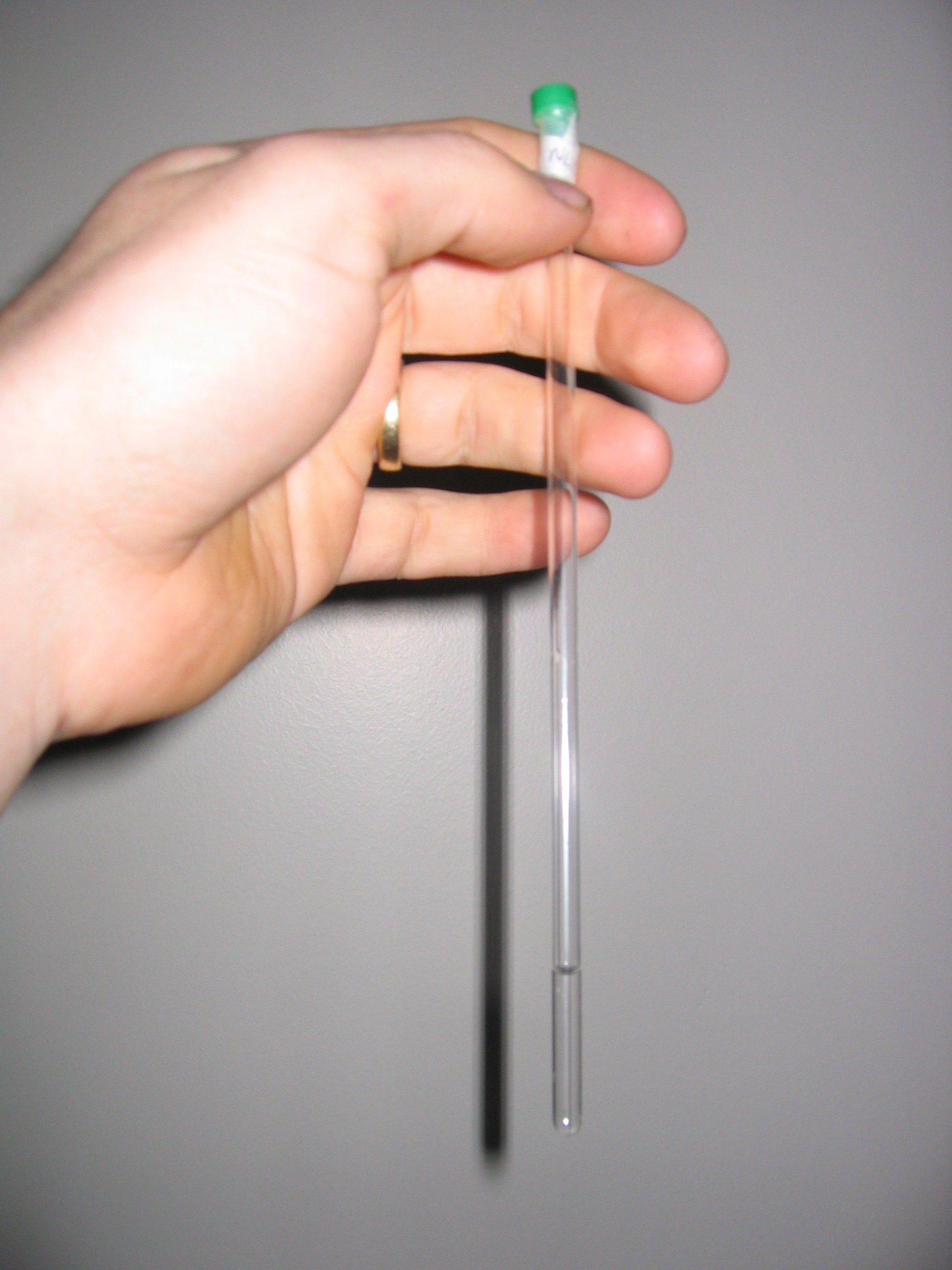
نمونه NMR در یک لوله شیشه ای با دیواره نازک - یک لوله NMR تهیه می‌شود.

  سل نمونه شامل یک لوله شیشه ای استوانه ایست به قطر 5 میلی متر که معمولا حدود 4 میلی متر از نمونه در آن قرار داده می‌شود. سل نمونه سپس در فضای دو قطب آهن ربا قرار می‌گیرد. وقتی نمونه وارد دستگاه می‌شود، یک جریان سریع هوا محفظه نمونه را می‌چرخاند تا نمونه یکنواخت تری برای بررسی آماده شود. ضمن این که  با چرخش نمونه حول محور خود تمام قسمت‌های محلول میدان مغناطیسی نسبتا یک نواختی را احساس می‌کنند.

### آشکارساز و ثبات
هنگامی که نمونه انرژی جذب نماید، جهت گیری مجدد اسپین ها تولید یک سیگنال فرکانس رادیویی می‌کند. سیگنال حاصل از هسته‌های در حال رزونانس به وسیله سیم پیچی که ظرف نمونه را احاطه کرده و عمود بر سیم پیچ منبع قرار دارد آشکار می‌شود. علامت الکتریکی تولید شده کوچک است و برای ثبت شدن باید تقویت گردد (با ضریبی برابر با 105 يا بيشتر).

## کاربردهای NMR
- آنالیز‌های کیفی و شناسایی ساختار ترکیبات آلی و مواد شیمیایی
- مطالعات سینتیکی واکنش ها و تعادل‌های ساختاری و شیمیایی
- مطالعه ساختار مولکول‌های بسیار پیچیده مانند پروتئین ها، آنزیم ها، DNA ، کمپلکس‌های لیگاند-پروتئین و …
- تعیین ساختار مولکولی ترکیبات جامد با استفاده از تکنیک NMR حالت جامد
- مطالعه مغناطیسی جهت ترکیبات پارا مغناطیس
- تصویربرداری‌های پزشکی[۴]